# Hanna Maliar
Hanna Vasylivna Maliar (em ucraniano: Ганна Василівна Маляр, transliterado: Hanna Vasylivna Maliar; nascida em 28 de julho de 1978) é uma advogada e educadora ucraniana que atuava como uma das várias Vice-ministras da Defesa sob o Primeiro-Ministro Denys Shmygal de 2021 a 2023. Formada pelo Instituto Internacional de Linguística e Direito de Kiev, ela foi docente no mesmo instituto antes de começar a trabalhar para o Estado.

## Início de vida e educação
Hanna Maliar nasceu em 28 de julho de 1978 em Kiev, que na época fazia parte da República Socialista Soviética da Ucrânia, uma república constituinte da União Soviética. Ela se formou no Instituto Internacional de Linguística e Direito de Kyiv em 2000. Ela obteve o direito de advogar em 2007.

## Carreira
Maliar foi nomeada para ser Vice-ministra da Defesa em 4 de agosto de 2021.
Durante o quarto mês da invasão da Ucrânia pela Rússia, Maliar afirmou que as forças e o poder de fogo da Rússia superavam os da Ucrânia em cerca de dez vezes. Por volta de 7 de julho de 2022, Maliar declarou que não era necessário implementar o recrutamento feminino naquele momento e que cerca de mil mulheres haviam se voluntariado até então.

## Vida pessoal
Hanna Maliar é casada e tem um filho.
Ela é autora de mais de 40 trabalhos científicos e desenvolveu o conceito de avaliação legal de eventos na Crimeia e no leste da Ucrânia, que é utilizado na prática investigativa e judicial.